# Kelmayisaurus
Kelmayisaurus là một chi khủng long, được Dong mô tả khoa học năm 1973.